# 6177 Фекам
(6177) 1986 CE2 (1986 CE2, 1978 YO, 1983 GJ2, 1991 VK3) — астероїд головного поясу, відкритий 12 лютого 1986 року.
Тіссеранів параметр щодо Юпітера — 3,653.